# 형사 25시
《형사 25시》는 1986년 10월 23일부터 1990년 4월 3일까지 한국방송공사의 방영된 형사 시추에이션 드라마이다.

## 기획 의도
범죄조직의 실태를 예리하게 파헤치는 형사들을 그린 드라마다.

## 방송 일정
| 방송 채널 | 방송 기간                           | 방송 시간                            |
| --------- | ----------------------------------- | ------------------------------------ |
| KBS 2TV   | 1986년 10월 23일 ~ 1986년 10월 30일 | 매주 목요일 저녁 8시 ~ 8시 50분      |
| KBS 2TV   | 1986년 11월 7일 ~ 1987년 10월 9일   | 매주 금요일 저녁 8시 ~ 8시 50분      |
| KBS 2TV   | 1988년 5월 10일 ~ 1990년 4월 3일    | 매주 화요일 저녁 8시 ~ 8시 50분      |
| KBS 1TV   | 1987년 10월 16일 ~ 1988년 4월 29일  | 매주 금요일 저녁 7시 40분 ~ 8시 30분 |

## 출연진
- 강남길
- 강민호
- 곽정희
- 권미혜
- 권오현
- 박인환
- 백윤식
- 백일섭
- 민욱
- 황범식
- 신동훈
- 안병경
- 연규진
- 태민영
- 이영후
- 임옥경
- 한지일
- 임혁
- 정서임
- 정운용

## 같이 보기
- 형사 (전작)
- 수사반장 (MBC)